# Cycloderma
Cycloderma Peters, 1854 è un genere della famiglia dei Trionichidi. È uno dei tre generi di tartarughe alate, così chiamate per le alette femorali situate sul piastrone che ricoprono le zampe quando vengono retratte nel carapace. Le specie del genere Cycloderma sono diffuse nell'Africa centrale e non in quella orientale come le specie del genere Cyclanorbis. Il terzo genere di tartarughe alate, Lissemys, ha invece distribuzione asiatica. Cycloderma comprende due specie:
- Cycloderma aubryi (Duméril, 1856) - tartaruga alata di Aubry;
- Cycloderma frenatum Peters, 1854 - tartaruga alata dello Zambesi.

Entrambe le specie presentano un grosso carapace rotondo, lungo fino a 55 cm. Hanno collo ben sviluppato, testa piccola e appuntita e zampe palmate. Vivono nelle acque dolci, sia correnti che stagnanti, come laghi, fiumi e paludi, ma non in quelle più profonde.